# Jack White (golfer)

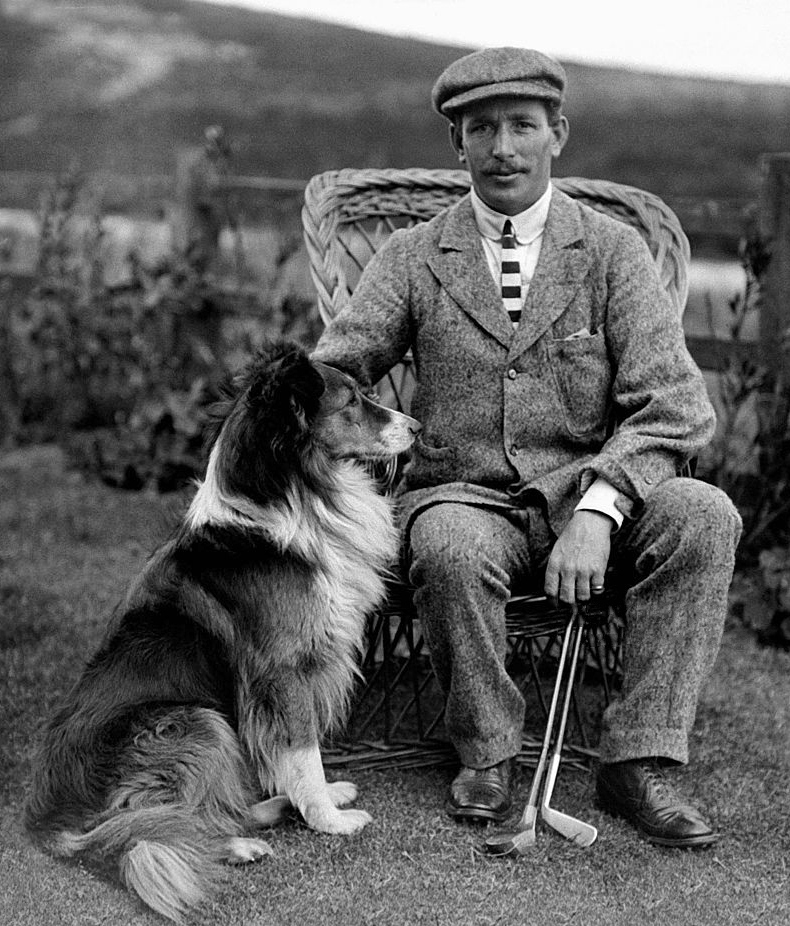
Jack White in 1904

Jack White (Pefferside, East Lothian, 15 augustus 1873 - Gullane, 1949) was een all-round golfprofessional uit Schotland. Hij maakte golfstokken en -ballen, hij gaf les en hij speelde toernooien. Hij won het Brits Open in 1904.

## Caddie
Als 10-jarige jongen werd White al caddie op de North Berwick Golf Club, waar hij van Thomas Dunn leerse om golfstokken en -ballen te maken. 
In 1889 caddiede White voor Johnny Laidlay toen die het Brits amateurkampioenschap op St Andrews Links won. Ze kenden elkaar goed, want Laidlay's vader verhuurde een huis aan White's vader, die landbouwer was. White's moeder kwam van een vissersgezin; zij was ook lid van het koor in de Dirlington Parish kerk. 

## Professional
Zijn eerste baan als professional was bij North Berwick, maar 's winters werkte hij ook een winter bij de York Golf Club. In 1892 deed hij voor het eerst mee aan het Brits Open op Muirfield. Het werd toen voor de eerste keer over 72 holes gespeeld; hij werd 11de met een score van 319.

In 1999 eindigde White op de tweede plaats bij het Brits Open achter Harry Vardon. Hij werkte toen op Seaforth.

In 1902 werd hij pro op de Sunningdale Golf Club, waar hij 25 jaar lang werkte. In 1903 werd hier het eerste News of the World Matchplay Kampioenschap gehouden, en in 1910 de eerste Golf Illustrated Gold Vase.
In 1904 deed hij weer mee aan het Brits Open, ditmaal op de Royal St George's Golf Club. Er deden 144 spelers mee, en voor het eerste werd een extra toernooidag toegevoegd. Woensdag maakte hij een ronde van 80, donderdag van 75. Vrijdag moesten twee rondes worden gespeeld. Hij maakte 72 en 69 voor een totaal van 296, en was de eerste winnaar die onder de 300 scoorde.
James Braid vestigde het baanrecord door tijdens de derde ronde 69 te spelen. White evenaarde dat record diezelfde middag. Braid eindigde op de tweede plaats samen met John Henry Taylor. White kreeg vijftig pond prijzengeld, maar ook belangrijk was wat Sunnungdale hem gaf: een salarisverhoging, een vrije woning en 75 pond.
In 1906 werd hij met een groepje professional uitgenodigd door de Mexicaanse president om daar demonstratietoernooien te spelen. De bedoeling was dat golftoerisme tijdens de wintermaanden aandacht zou krijgen. Willie Smith, die toen pro was op de Mexican Country Club, won, tweede werd Willie Anderson en derde werd Sandy Herd. Een jaar later werd het clubhuis tijdens de revolutie opgeblazen, waarbij Willie Smith om het leven kwam. 
In 1914 deed White mee aan een demonstratie in Harrods, samen met George Duncan, Ted Ray en Harry Vardon. Harrods verkocht goed, en het idee om demonstraties te geven werd door veel warenhuizen later overgenomen.
White's gezondheid was niet erg goed, waardoor hij veel toernooien en demonstraties moest afzeggen. Hij verhuisde naar Gullane en werd clubmaker. In 1938 werd hij professional op Musselburgh Golf Club, die toen net geopend werd.